# 메리 크리스마스 미스터 모
"메리 크리스마스 미스터 모"는 2017년에 개봉한 대한민국의 영화이다.

## 줄거리
어느 날 예고 없이 암 선고를 받게 된 미스터 모. 생의 마지막 카운트다운이 시작되자, 일생일대의 계획을 세운다. 영문도 모른 채 미스터 모에게 소환된 영화감독 아들 스데반과 아들의 여자친구 예원. 미스터 모는 그들에게 자작 시나리오 <사제 폭탄을 삼킨 남자>를 던진다. 찰리 채플린을 좋아했던 아내를 위해, 젊은 날의 자신의 꿈 그리고 홀로 남을 아들과 소중한 친구들을 위한 마지막 선물을 준비한다.

## 캐스팅
- 기주봉 : 모금산 역
- 오정환 : 스데반 역
- 고원희 : 예원 역
- 전여빈 : 자영 역
- 김학선 : 용호 역
- 손고명 : 선애 역
- 김정영 : 연정 역
- 임사랑 : 나리 역
- 신재훈 : 영수 역
- 윤태희 : 수영장 중년여성 역
- 박재영 : 준비운동 할아버지 역
- 이광진 : 꼬마 손님 역
- 정연진 : 꼬마 엄마 역
- 지혜인 : 간호사 역
- 임태풍 : 스데반 아역 역
- 김소미 : 윤희 (목소리) 역
- 김민수 : 택배기사 역
- 신정섭 : 극장 관객 역
- 유재명 : 만제 역 (우정출연)
- 김창환 : 이발소 손님 역 (우정출연)
- 이우정 : 보건소 의사 역 (우정출연)